# Тамшинер
Тамшине́р (рос. Тамшинер, марій. Тамшэҥер) — присілок у складі Сернурського району Марій Ел, Росія. Входить до складу Верхньокугенерського сільського поселення.

## Населення
Населення — 327 осіб (2010; 272 у 2002).
Національний склад (станом на 2002 рік):
- марі — 96 %